# Mugen (singel Nany Mizuki)
Mugen (jap. 夢幻) – dwudziesty singel japońskiej piosenkarki Nany Mizuki, wydany 28 października 2009. Utwór tytułowy wykorzystano jako drugi opening anime WHITE ALBUM, utwór Tenkū no Canary (jap. 天空のカナリア) użyto jako opening filmu anime Tales of Symphonia the Animation Tethe'alla-hen, a utwór Dear Dream został użyty w zakończeniach programu Card Gakuen (jap. カード学園) stacji TBS. Singel osiągnął 3 pozycję w rankingu Oricon i pozostał na liście przez 15 tygodni, sprzedał się w nakładzie 64 989 egzemplarzy.

## Lista utworów
| Nr | Tytuł                                                    | Słowa                     | Kompozycja        | Aranżacja              | Czas |
| -- | -------------------------------------------------------- | ------------------------- | ----------------- | ---------------------- | ---- |
| 1. | "Mugen" (jap. 夢幻)                                      | Nana Mizuki               | Noriyasu Agematsu | Junpei Fujita          | 4:22 |
| 2. | "Tenkū no Canary" (jap. 天空のカナリア Tenkū no Kanaria) | Hibiki                    | Yūsuke Katō       | Yūsuke Katō            | 4:02 |
| 3. | "Dear Dream"                                             | Shihori                   | Shihori           | Shin'ya Saitō, IPEMOTO | 4:04 |
| 4. | "STORIES"                                                | Leo Kanda, Kazunori Saita | Yoshihiro Saitō   | Takahiro Furukawa      | 4:14 |

## Notowania
| Lista                       | Pozycja |
| --------------------------- | ------- |
| Oricon Weekly Singles Chart | 3       |
| Music Station               | 4       |
| CDTV                        | 3       |
| FRIDAY SUPER COUNTDOWN 50   | 2       |